# Anna Ternheim

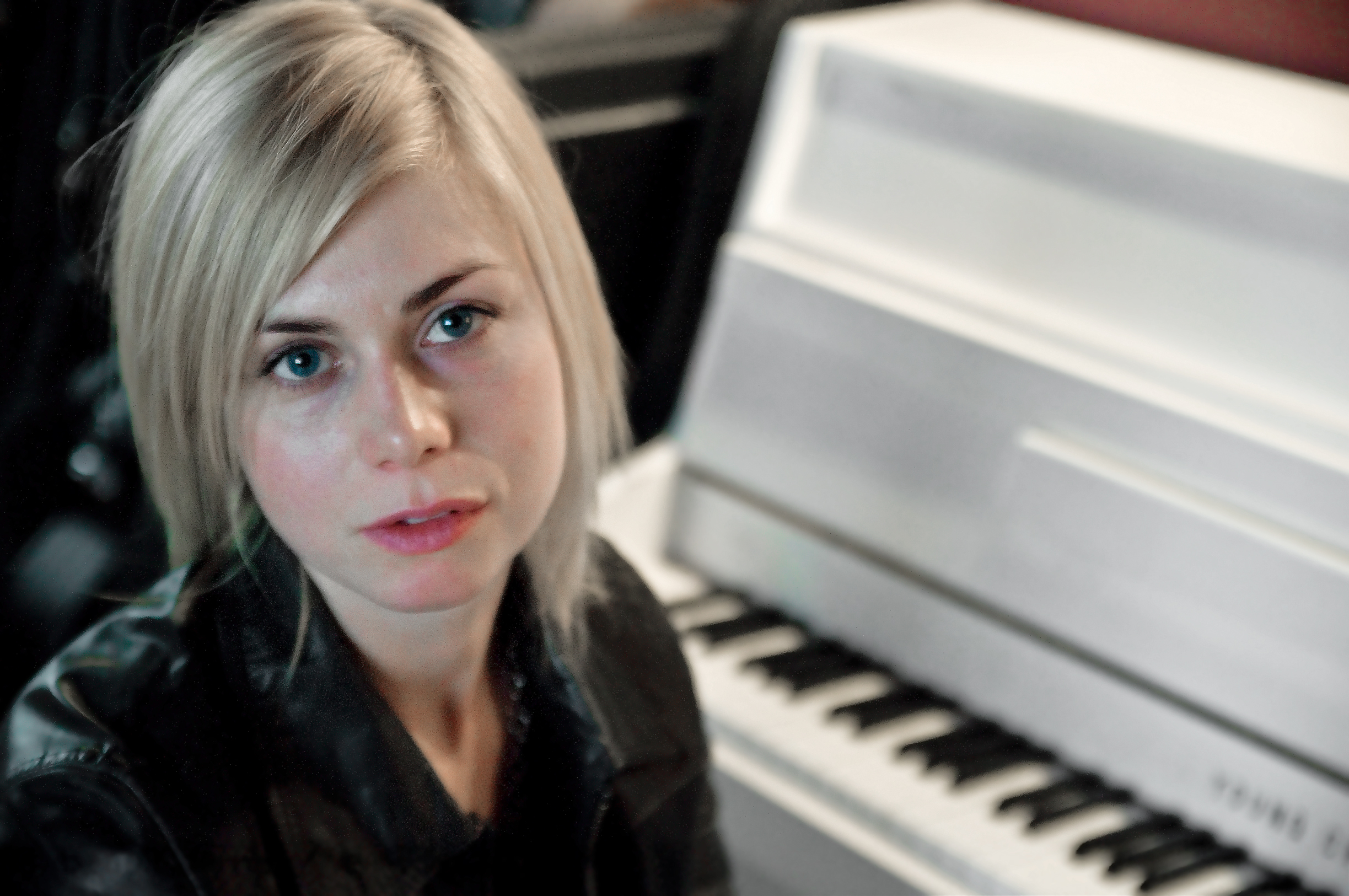
Anna Ternheim, 2009

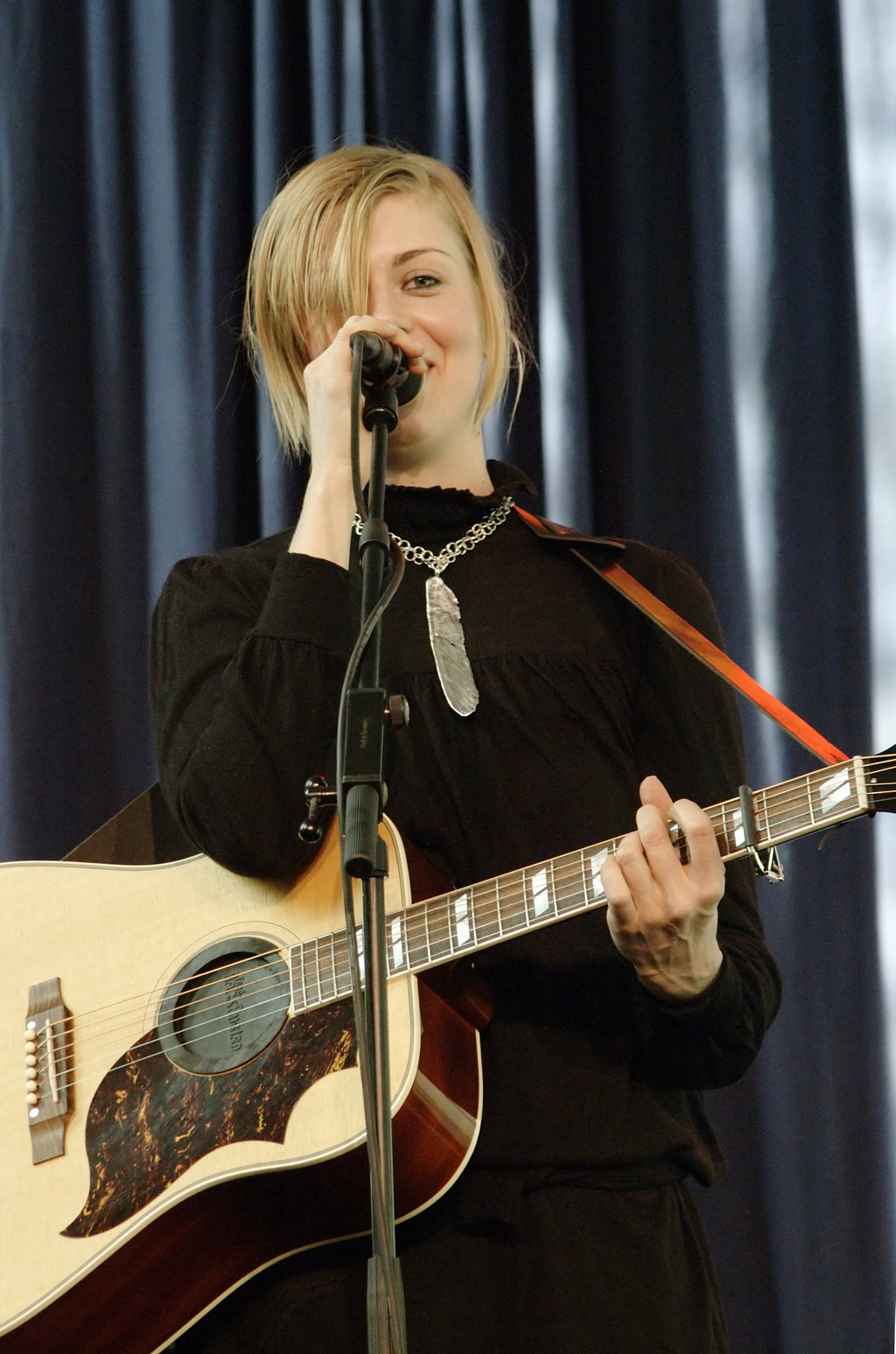
Anna Ternheim

Anna Ternheim ['tæɳˌhεim] (* 31. Mai 1978 in Stockholm) ist eine schwedische Sängerin und Musikerin. Stilistisch wird sie dem Singer-Songwriter-Genre zugerechnet, bedient sich jedoch auch Elementen von Jazz, Folk und Blues und hat sogar einen Hip-Hop-Remix ihres Stückes „Bring Down Like I“ produzieren lassen. Anna Ternheim singt auf Englisch und seit 2016 vermehrt auf Schwedisch.

## Karriere
2004 kam ihr erstes Album Somebody Outside in Schweden heraus. Davon sind auch die Single-Auskopplungen To Be Gone (2004), My Secret (2005) und Shoreline (2005). Letztere bildet mit vier weiteren Songs die Shoreline EP, allesamt Cover-Versionen (Shoreline von der schwedischen Gruppe Broder Daniel, Little Lies von Fleetwood Mac, China Girl von David Bowie, When Tomorrow Comes von den Eurythmics und Anywhere I Lay My Head von Tom Waits).
2005 gewann Anna Ternheim den P3s-Goldpreis in der Kategorie Bester Newcomer, 2007 in der Kategorie Best female act of the year. Das Nachfolgealbum Separation Road kam am 27. September 2006 zunächst nur in Schweden und Großbritannien heraus. Die erste Singleauskopplung daraus erschien bereits am 13. September. Am 16. Februar 2007 wurde Separation Road auch in Deutschland herausgebracht.
Das 2008 erschienene dritte Album Leaving on a Mayday kam ohne Begleitband aus. Der Produzent spielte nahezu alle Instrumente ein. Das entspricht dem Konzept Ternheims, künftig noch öfter Solo-Tourneen zu geben. Soloauftritte seien die beste Möglichkeit, mit dem Publikum in unmittelbaren Kontakt zu treten. Außerdem sei sie keine wirklich gute Instrumentalistin. „Es ist das Songwriting, was bei mir im Zentrum steht. Das ist es auch, weswegen ich die ganze Sache überhaupt angefangen habe.“
Ihr viertes, in Nashville eingespieltes Studioalbum The Night Visitor wurde am 28. Oktober 2011 veröffentlicht.
Der Ternheim Song Quiet Night war in der 2. Staffel der schwedischen TV-Serie Mankells Wallander mit Krister Henriksson zu hören.
Sie sorgte für die musikalische Untermalung der Romanverfilmung von Peter Stamms Agnes von 2016.
Sowohl Konamis Videospiel Silent Hill Downpour ("Off the Road" aus dem Album "Leaving on a mayday" & "Words of love" aus "Separation road") als auch das Spiel Alan Wake des finnischen Studios Remedy Entertainment ("No I don’t remember" aus "Leaving on a mayday") spielen Ternheims Musik über im Spiel versteckte Radios.

## Diskografie

### Alben
| Jahr | Titel                      | Höchstplatzierung, Gesamtwochen, AuszeichnungChartplatzierungen (Jahr, Titel, Platzierungen, Wochen, Auszeichnungen, Anmerkungen) | Höchstplatzierung, Gesamtwochen, AuszeichnungChartplatzierungen (Jahr, Titel, Platzierungen, Wochen, Auszeichnungen, Anmerkungen) | Höchstplatzierung, Gesamtwochen, AuszeichnungChartplatzierungen (Jahr, Titel, Platzierungen, Wochen, Auszeichnungen, Anmerkungen) | Anmerkungen                              |
| Jahr | Titel                      | DE | CH | SE | Anmerkungen                              |
| ---- | -------------------------- | --- | --- | --- | ---------------------------------------- |
| 2004 | Somebody Outside           | — | — | SE3 (41 Wo.)SE |                                          |
| 2006 | Separation Road            | — | — | SE1 (27 Wo.)SE |                                          |
| 2008 | Leaving on a Mayday        | — | — | SE1 (34 Wo.)SE |                                          |
| 2011 | The Night Visitor          | DE72 (2 Wo.)DE | — | SE2 (20 Wo.)SE | Erstveröffentlichung: 28. Oktober 2011   |
| 2015 | For the Young              | DE33 (3 Wo.)DE | — | SE4 (9 Wo.)SE |                                          |
| 2016 | Live in Stockholm          | — | — | SE28 (1 Wo.)SE | Erstveröffentlichung: 25. November 2016  |
| 2017 | All the Way to Rio         | — | — | SE13 (3 Wo.)SE | Erstveröffentlichung: 24. November 2017  |
| 2019 | A Space for Lost Time      | DE34 (1 Wo.)DE | CH70 (1 Wo.)CH | SE9 (2 Wo.)SE | Erstveröffentlichung: 20. September 2019 |
| 2025 | Psalmer från sjunde himlen | — | — | SE10 (… Wo.)SE | Erstveröffentlichung: 17. Januar 2025    |

### EPs
| Jahr | Titel Album                                    | Höchstplatzierung, Gesamtwochen, AuszeichnungChartsChartplatzierungen (Jahr, Titel, Album, Platzierungen, Wochen, Auszeichnungen, Anmerkungen) | Anmerkungen |
| Jahr | Titel Album                                    | SE | Anmerkungen |
| ---- | ---------------------------------------------- | --- | ----------- |
| 2007 | Lovers Dream & More Music for Psychotic Lovers | SE4 (4 Wo.)SE |             |

### Singles
| Jahr | Titel Album                          | Höchstplatzierung, Gesamtwochen, AuszeichnungChartsChartplatzierungen (Jahr, Titel, Album, Platzierungen, Wochen, Auszeichnungen, Anmerkungen) | Anmerkungen |
| Jahr | Titel Album                          | SE | Anmerkungen |
| ---- | ------------------------------------ | --- | ----------- |
| 2004 | To Be Gone Somebody Outside          | SE40 (3 Wo.)SE |             |
| 2005 | My Secret Somebody Outside           | SE56 (1 Wo.)SE |             |
| 2005 | Shoreline Somebody Outside           | SE5 (22 Wo.)SE |             |
| 2006 | Girl Laying Down Separation Road     | SE48 (2 Wo.)SE |             |
| 2008 | What Have I Done Leaving On A Mayday | SE14 (12 Wo.)SE |             |
| 2009 | Make It On My Own –                  | SE56 (2 Wo.)SE |             |
| 2016 | Nattpojken & dagflickan –            | SE32 (2 Wo.)SE | mit Kent    |

Weitere Singles
- 2004: I’ll Follow You Tonight
- 2006: A French Love
- 2011: Costa Rica

### Filmmusik
- 2016: Agnes
- 2020: Liebe und Anarchie, Staffel 1, Folge 7 (Ayahuasca) – Walking Aimlessly (Abspann)